# Пора валить!
«Пора валить!» — развлекательное независимое тревел-шоу, которое выпускается на YouTube-канале «Руслан Усачев». Дебютный выпуск был опубликован 29 мая 2012 года.

## История
29 мая 2012 года на одноимённом YouTube-канале блогера Руслана Усачева был опубликован первый выпуск шоу «Пора валить!». В первом выпуске шоу в качестве ведущего выступал только Руслан — блогер Михаил Кшиштовский присоединился к проекту в качестве ведущего только со второго выпуска.
С выпуска «Пора валить — Прага!», вышедшего 25 февраля 2013 года начался второй сезон этого шоу.
В конце второго сезона к проекту присоединяется оператор Кир Агашков.
С выпуска «Пора Валить в Белград!», вышедшего 16 декабря 2016 года начался третий сезон этого шоу.
В 2017 году Руслан Усачев и Михаил Кшиштовский посетили шоу «Вечерний Ургант».
С выпуска «Турция, которую вы не видели [Пора Валить]», вышедшего 4 июля 2018 года начался четвёртый и последний сезон этого шоу.
Последним выпуском для шоу стал «ШОКИРУЮЩАЯ ЯПОНИЯ [Пора Валить в Токио!]», вышедший 20 ноября 2019 года. После него пятого сезона так и не последовало из-за того, что Михаил Кшиштовский ушёл из проекта «Пора валить!». Коллеги Михаила связывают его решение об уходе со сложным периодом в жизни и с тем, что он устал от проекта. После его ухода, Руслан заявил, что шоу может продолжиться без Михаила, а если он всё таки решит вернуться, его с радостью примут. На стриме «Легендарного подкаста» Михаил предположил, что возможно, выбравшись из своего состояния, он может вернуться на это шоу.
После переезда Руслана Усачева в Черногорию в июле 2021 года, Руслан объявил о начале съёмок нового сезона «Пора валить!». 9 августа того же года дебютировал первый выпуск пятого сезона шоу, рассказывающий о Черногории. Отличительными особенностями нового сезона стали обновлённая заставка и отсутствие Михаила Кшиштовского в качестве ведущего, вследствие чего, изменение формата шоу в сторону тревел-блога.

## Описание
В этом шоу блогеры Руслан Усачев и Михаил Кшиштовский, а также оператор Кир Агашков путешествовали по всему миру и показывали различные города в формате независимого развлекательного скетч-шоу. Всего вышло 4 сезона программы. Ведущие рассказывали о достопримечательностях, интересных местах, общепите, транспорте и других элементах городской жизни. По словам блогеров в поездках их интересовало именно первое впечатление от увиденного. Большая часть серий программы рассказывала про заграничные города. Кроме зарубежных поездок ведущие побывали в Норильске, Нижнем Новгороде, Владивостоке, в городах Золотого кольца, а также сделали выпуски про Москву и Санкт-Петербург. В «Пора валить!» неоднократно появлялись медийные личности, такие как Данила Поперечный и Стас Давыдов (ведущий проекта «This is Хорошо»). Главной музыкальной темой шоу служила композиция «Immigrant Song» группы Led Zeppelin. Производство каждой серии занимало около пяти дней. По словам Руслана, это шоу - самый дорогостоящий формат видео на его канале.
В этом шоу также имелись различные рубрики, такие как «Топ Кир» — рубрика присутствовавшая во многих сериях шоу, в которой ведущие (в частности оператор Кир) тестировали автотранспорт и пародировали программу Top Gear. Другой рубрикой этого шоу была «Дрыщ Гурман», в которой один из ведущих шоу — Михаил Кшиштовский яростно поедал и оценивал местную еду (чаще всего уличную). Отдельная часть программы отводилась авторами для показа неудавшихся дублей, которая выходила на втором канале Руслана Усачева — «Ещё Руслан Усачев».
Некоторые СМИ называли программу достойным конкурентом аналогичной по содержанию телевизионной передаче «Орёл и решка».

## Курьёзы
В августе 2019 года для этого шоу студией Артемия Лебедева был разработан логотип. По легенде над ним трудился художник Николай Иронов. Дизайн делался по программе «Экспресс-дизайн», которая предполагала меньшее, чем обычно вознаграждение для студии, но не допускала правок от заказчика, а её стоимость в среднем была около 100 000 рублей. Так как заказчику логотипа — Руслану Усачеву первый вариант работы художника не понравился, он решил заказать второй. Позднее в студии признались, что над логотипом работала нейросеть. У пользователей в сети интернет ситуация вызвала неоднозначную реакцию, что вызвало ответную реакцию и от основателя этой студии Артемия Лебедева.

## Спонсоры проекта
Помимо доходов от рекламы в YouTube, программу долгое время спонсировали сайт Aviasales.ru и банк Tinkoff.
С начала пятого сезона генеральным спонсором шоу опять стал сайт Aviasales.ru.